# Eric Boyland
Eric Boyland (* 24. Februar 1905 in Manchester; † 31. Mai 2002) war ein britischer Biochemiker.
Boyland studierte am Manchester College of Technology und nahm anschließend eine Tätigkeit bei der British Alizarin Company auf. In Abendkursen studierte er weiter Chemie, 1926 graduierte er. 1930 ging er nach Heidelberg an das Kaiser-Wilhelm-Institut für medizinische Forschung, wo er seine spätere Frau kennenlernte.
1932 postulierte er, dass die chemisch inerten, aber trotzdem krebserregenden Kohlenwasserstoffe im Körper in reaktive Intermediate metabolisiert würden. Erst 1964 wurden die Arenoxide von M. S. Newman und S. Blum synthetisiert, was die These bestätigte.
Von 1939 an bis zu seiner Emeritierung 1970 war er am Chester Beatty Research Institute (heute Institute of Cancer Research) tätig.
In den 1950er Jahren arbeitete er über die Blasenkrebs verursachenden aromatischen Amine.

## Quelle
- John W. Gorrod: Obituary: Eric Boyland. In: The Guardian. 18. Juni 2002, abgerufen am 18. September 2016.